# Triángulo

El triángulo es un polígono de tres lados y tres ángulos

En geometría plana, se llama triángulo, trígono  o trigonoide al polígono de tres lados. Los puntos comunes a cada par de lados se denominan vértices del triángulo.
Un triángulo tiene tres ángulos interiores, tres partes congruentes de ángulos exteriores, tres lados y tres vértices entre otros elementos.

## Triángulos que no están en un plano
Si está contenido en una superficie plana se denomina triángulo o trígono, un nombre menos común para este tipo de polígonos. Si está contenido en una superficie esférica se denomina triángulo esférico. Representado, en cartografía, sobre la superficie terrestre, se llama triángulo geodésico.

## Elementos

Triángulo: de lados y de ángulos interiores

### Vértices
Cada uno de los puntos que determinan un triángulo. Tal como los vértices de un polígono, suelen ser denotados por letras latinas mayúsculas: {\displaystyle A,B,C,\dots }. Si {\displaystyle AB+BC=AC}, no existe triángulo que determine {\displaystyle A,B} y {\displaystyle C}.
Un triángulo se nombra, entonces, como cualquier otro polígono, designando sucesivamente sus vértices, por ejemplo ABC.
En el caso del triángulo, los vértices pueden darse en cualquier orden, por cualquiera de las 6 maneras posibles (ABC, ACB, BAC, BCA, CAB, CBA), corresponde a un recorrido de su perímetro. Esto ya no es cierto para polígonos con más vértices.

### Lados
Cada par de vértices determina un segmento, que se conoce como lado del triángulo. No importa el orden de los vértices para nombrar un lado de modo que AB y BA nombran a un mismo lado.
Los lados del triángulo se denotan, como todos los segmentos, por sus extremos: AB, BC y AC.
Para nombrar la longitud de un lado, por lo general se utiliza el nombre del vértice opuesto, convertido a minúscula latina: {\displaystyle a} para BC, {\displaystyle b} para AC, {\displaystyle c} para AB.
La suma de los lados de un triángulo se conoce como perímetro, denotado por p o 2s; cumple la ecuación {\displaystyle p=2s=AB+BC+CA}

### Ángulos
Cada par de lados con origen común al vértice de un triángulo y que contienen dos de esos lados concurrentes se llama ángulo del triángulo u -ocasionalmente- ángulo interior.
La notación general para el ángulo entre dos segmentos OP y OQ prolongados y que concurren en el extremo O es {\displaystyle {\widehat {POQ}}.\,}
También es posible utilizar una letra minúscula -habitualmente una letra griega- coronada por un acento circunflejo (en rigor, los ángulos deben ser designados por letras mayúsculas y su medida por minúsculas, pero a menudo se utilizan los mismos nombres para los dos con el fin de simplificar la notación). En el caso de un triángulo, el ángulo entre dos lados todavía puede, por tolerancia y en ausencia de ambigüedad, ser designado por el nombre del vértice común, coronado por un acento circunflejo. En resumen, en el ejemplo se pueden observar los ángulos:
{\displaystyle {\widehat {\alpha }}={\widehat {a}}={\widehat {A}}={\widehat {BAC}},\ {\widehat {\beta }}={\widehat {b}}={\widehat {B}}={\widehat {ABC}},\ {\widehat {\gamma }}={\widehat {c}}={\widehat {C}}={\widehat {ACB}}.\,}
El ángulo cuyo vértice coincide con uno de los vértices del triángulo y sus lados: son la prolongación de un lado triangular y el otro lado angular contiene a un lado triangular, se llama ángulo externo. En cada vértice triangular hay dos ángulos externos.
| Vértices              | {\displaystyle {\text{A}}}                                                          | {\displaystyle {\text{B}}}                                                         | {\displaystyle {\text{C}}}                                                          |
| Lados (como segmento) | {\displaystyle {\text{BC}}}                                                         | {\displaystyle {\text{AC}}}                                                        | {\displaystyle {\text{AB}}}                                                         |
| Lados (como longitud) | {\displaystyle a}                                                                   | {\displaystyle b}                                                                  | {\displaystyle c}                                                                   |
| Ángulos               | {\displaystyle {\widehat {\alpha }}={\widehat {a}}={\widehat {A}}={\widehat {BAC}}} | {\displaystyle {\widehat {\beta }}={\widehat {b}}={\widehat {B}}={\widehat {ABC}}} | {\displaystyle {\widehat {\gamma }}={\widehat {c}}={\widehat {C}}={\widehat {ACB}}} |

## Clasificación de los triángulos

Diagrama de Euler de diversos tipos de triángulos

Los triángulos se pueden clasificar por la relación entre las longitudes de sus lados o por la amplitud de sus ángulos.

### Por la medida de sus lados
Por la medida de sus lados, todo triángulo se clasifica en:
- Triángulo equilátero, (del latín aequilatĕrus, compuesto de aequus, 'igual' y latus, 'lado',  en griego: ἰσόπλευρον, romanizado: isópleuron, literalmente  'lados iguales') cuando los tres lados del triángulo tienen una misma longitud (los tres ángulos internos miden 60 grados o {\displaystyle \pi /3\,} radianes).

- Triángulo isósceles (del griego ἴσος "igual" y σκέλη "piernas", es decir, "con dos piernas iguales"), son aquellos que tienen al menos dos lados congruentes es decir, iguales. Los ángulos que se oponen a estos lados tienen la misma medida. (Tales de Mileto, filósofo griego, demostró que un triángulo isósceles tiene dos ángulos iguales, estableciendo así una relación entre longitudes y ángulos; lados iguales, ángulos iguales[4]).

Un triángulo es isósceles cuando tiene dos lados iguales; esto no descarta que los tres lados sean iguales, de modo que todo triángulo equilátero sea isósceles, pero no se cumple el enunciado recíproco.
Sea el triángulo ABC isósceles, donde b = c entonces los ángulos opuestos son iguales, i.e B = C. También se cumple que B' = C' siendo estos los ángulos externos. Además se cumplen las igualdades
A + 2B = A +2C = 180º;
A' + 2B' = A' + 2C' = 360º; A' = 2C = 2B; B'=C'=A+B= A+C
{\displaystyle m_{a}=h_{a}=v_{A}={\frac {1}{2}}{\sqrt {4b^{2}-a^{2}}}} donde {\displaystyle m_{a},h_{a},v_{A}} son la mediana, altura del lado a y bisectriz de su ángulo A opuesto.
- Triángulo escaleno (del griego σκαληνός "desigual"), si todos sus lados tienen longitudes diferentes (en un triángulo escaleno no hay dos ángulos que tengan la misma medida).

| Equilátero | Isósceles | Escaleno |

### Por la amplitud de sus ángulos
Por la amplitud de sus ángulos los triángulos se clasifican en:
- Triángulo rectángulo: si tiene un ángulo interior recto (90°). A los dos lados que conforman el ángulo recto se les denomina catetos y al otro lado hipotenusa.
- Triángulo oblicuángulo: cuando ninguno de sus ángulos interiores es recto (90°). Por ello, los triángulos obtusángulos y acutángulos son oblicuángulos. Cualquier triángulo o bien es rectángulo o bien oblicuángulo.[7]
- Triángulo obtusángulo: si uno de sus ángulos interiores es obtuso (mayor de 90°); los otros dos son agudos (menores de 90°).
- Triángulo acutángulo: cuando sus tres ángulos interiores son menores de 90° o agudos.

Triángulo Rectángulo
Triángulo Obtusángulo
Triángulo Acutángulo

### Clasificación según los lados y los ángulos del triángulo
Los triángulos acutángulos pueden ser:
- Triángulo acutángulo isósceles: con todos los ángulos agudos, siendo dos iguales, y el otro distinto. Este triángulo es simétrico respecto de su altura sobre el lado distinto. En este caso particular se suele llamar base y vértice al lado desigual y al vértice opuesto.
- Triángulo acutángulo escaleno: con todos sus ángulos agudos y todos diferentes, no tiene eje de simetría.
- Triángulo acutángulo equilátero: sus tres lados y sus tres ángulos son iguales. Las tres alturas son ejes de simetría (dividen al triángulo en dos triángulos iguales).

Los triángulos rectángulos pueden ser:
- Triángulo rectángulo isósceles: con un ángulo recto y dos agudos iguales (de 45° cada uno), dos lados son iguales y el otro diferente: los lados iguales son los catetos y el diferente es la hipotenusa. Es simétrico respecto a la altura de la hipotenusa, que pasa por el ángulo recto.
- Triángulo rectángulo escaleno: tiene un ángulo recto, y todos sus lados y ángulos son diferentes.

Los triángulos obtusángulos pueden ser:
- Triángulo obtusángulo isósceles: tiene un ángulo obtuso, y dos lados iguales que son los que forman el ángulo obtuso; el otro lado es mayor que estos dos.
- Triángulo obtusángulo escaleno: tiene un ángulo obtuso y todos sus lados son diferentes.

| Triángulo   | equilátero | isósceles | escaleno |
| acutángulo  |            |           |          |
| rectángulo  |            |           |          |
| obtusángulo |            |           |          |

## Clasificación cualitativa de un triángulo
La medida de la calidad de triángulo (abreviada como CT) se determina por el producto de tres factores que se obtienen de la suma de dos de sus lados menos el tercero en forma cíclica, dividido por el producto de sus tres lados; y se representa mediante la siguiente fórmula:
{\displaystyle CT={\frac {(a+b-c)(b+c-a)(c+a-b)}{abc}}}
donde a, b, c son las longitudes de los lados del triángulo.
Por lo tanto, si
- CT = 1 es un triángulo equilátero.
- CT = 0 es un triángulo degenerado.
- CT > 0.5 es un triángulo de calidad buena.

En otras palabras, la calidad del triángulo se aproxima a cero cuando la distancia euclidiana de uno de sus lados es cercana a cero o cuando los tres puntos del triángulo tienden a ser colineales.
La calidad de los triángulos tiene muchas aplicaciones en los métodos de triangulación como es el caso de la triangulación de Delaunay porque se necesitan generar una serie de puntos en el espacio para que la malla que se genere sea de buena calidad debido a la cantidad de puntos que se encuentran bien distribuidos en un espacio de dos dimensiones porque cuando se le asigne un valor o magnitud a cada punto de la malla la aproximación del triángulo va a tener un error mayor y la solución sería continuar asignando punto en el espacio de dos dimensiones para que la aproximación ser mejor y el error disminuya.

## Congruencia de triángulos
Dos triángulos son congruentes si hay una correspondencia entre sus vértices de tal manera que el ángulo del vértice y los lados que lo componen, en uno de los triángulos, sean congruentes con los del otro triángulo.

### Postulados de congruencia
| Triángulo | Postulados de congruencia |
| --------- | --- |
|           | Postulado LAL (Lado, Ángulo, Lado) Dos triángulos son congruentes si dos lados de uno tienen la misma longitud que dos lados del otro triángulo, y los ángulos comprendidos entre esos lados tienen también la misma medida.                          |
|           | Postulado ALA (Ángulo, Lado, Ángulo) Dos triángulos son congruentes si dos ángulos interiores y el lado comprendido entre ellos tienen la misma medida y longitud, respectivamente. (El lado comprendido entre dos ángulos es el lado común a ellos). |
|           | Postulado LLL (Lado, Lado, Lado) Dos triángulos son congruentes si cada lado de un triángulo tiene la misma longitud que los correspondientes del otro triángulo.                                                                                     |

### Teoremas de congruencia
| Triángulo | Teoremas de congruencia |
| --------- | --- |
|           | Teorema AAL (Ángulo, Ángulo, Lado) Dos triángulos son congruentes si dos ángulos y un lado, no comprendido entre los ángulos, tienen la misma medida y longitud, respectivamente. |

### Congruencia de triángulos rectángulos
- Criterio HC (Hipotenusa, Cateto). Dos triángulos rectángulos son congruentes si la hipotenusa y el cateto de uno de los triángulos tienen la misma medida que los correspondientes del otro.
- Criterio CC (Cateto, Cateto). Dos triángulos rectángulos son congruentes si los catetos de uno de los triángulos tienen la misma medida que los catetos correspondientes del otro.
- Criterio HA (Hipotenusa, Ángulo). Dos triángulos rectángulos son congruentes si la hipotenusa y un ángulo agudo de uno de los triángulos tienen la misma medida que los correspondientes del otro.
- Criterio CA (Cateto, Ángulo). Dos triángulos rectángulos son congruentes si el cateto y un ángulo agudo (el adyacente o el opuesto) de uno de los triángulos tienen la misma medida que los correspondientes del otro.

## Semejanza de triángulos
- Criterio AA (Ángulo, Ángulo). Si dos de sus ángulos son semejantes.
- Criterio LAL (Lado, Ángulo, Lado). Si dos de sus lados son proporcionales y el ángulo comprendido entre ellos es congruente.
- Criterio LLL (Lado, Lado, Lado). Si sus tres lados son proporcionales.

### Semejanza de triángulos rectángulos
Dos triángulos rectángulos son semejantes si cumplen con al menos uno de los criterios siguientes:
- Si uno tiene un ángulo agudo de igual amplitud que un ángulo agudo del otro.
- Si uno tiene los dos catetos proporcionales con los del otro.
- Si uno tiene un cateto y la hipotenusa proporcionales con los del otro.

### Corona triangular
Se consideran dos triángulos semejantes con lados paralelos y con circuncentro común ( centro de la circunferencia circunscrita). La intersección del exterior del triángulo de menor área con el interior del triángulo de mayor área unida con los dos triángulos forma una región en el plano que se llama corona triangular.
La frontera de esta región es la unión de los dos triángulos. Un punto es interior si está entre las intersecciones que determina un rayo con origen en el circuncentro con los lados homólogos. El conjunto de los puntos interiores es el interior de la región. Un punto está en el exterior de la región si no está en la frontera ni en el interior. El interior es convexo, abierto y conexo. La frontera es la unión disjunta de dos poligonales cerradas. El exterior es un conjunto desconexo, abierto y no convexo. La corona triangular es un conjunto cerrado, conexo y convexo. La corona triangular es homeomorfa con la corona circular, tienen las mismas propiedades topológicas.

## Propiedades de los triángulos

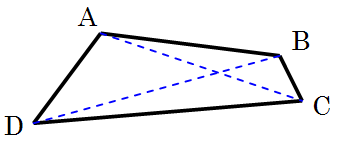
Un cuadrilátero con sus diagonales.

Un tetraedro.

Un triángulo puede ser definido como un polígono de tres lados, o como un polígono con tres vértices.
El triángulo es el polígono más simple y el único que no tiene diagonal. Tres puntos no alineados definen siempre un triángulo (tanto en el plano como en el espacio).
Si se agrega un cuarto punto coplanar y no alineado, se obtiene un cuadrilátero que puede ser dividido en triángulos como el de la figura de la izquierda. En cambio, si el cuarto punto agregado es no coplanar y no alineado, se obtiene un tetraedro que es el poliedro más simple y está conformado por 4 caras triángulares.
Todo polígono puede ser dividido en un número finito de triángulos, esto se logra por triangulación. El número mínimo de triángulos necesarios para esta división es n-2, donde n es el número de lados del polígono.
El estudio de los triángulos es fundamental para el estudio de otros polígonos, por ejemplo para la demostración del Teorema de Pick.
En geometría euclidiana la suma de los tres ángulos internos de un triángulo es siempre 180°, lo que equivale a π radianes:
| {\displaystyle \alpha +\beta +\gamma =180{}^{\circ }=\pi } |

La suma de los ángulos de un triángulo es 180 grados.

Euclides había demostrado este resultado en sus Elementos (proposición I-32) de la siguiente manera: se traza una paralela a la línea (AB) que pasa por C. Siendo paralelas, esta recta y la recta (AB) forman con la recta (AC) ángulos iguales, codificados en color rojo en la figura de la derecha (ángulos alternos-internos). Del mismo modo, los ángulos codificados en color azul son iguales (ángulos correspondientes). Por otro lado, la suma de los tres ángulos del vértice C es el ángulo llano. Así que la suma de las medidas del ángulo de color rojo, del ángulo verde y del azul es un ángulo de 180° (o π radianes). En conclusión, la suma de los ángulos de un triángulo es 180°.
Esta propiedad es el resultado de la geometría euclidiana. No se verifica en general en la geometría no euclidiana.

### Otras propiedades
- La suma de las longitudes de dos de los lados de un triángulo es siempre mayor que la longitud del tercer lado.

- El valor de la base media de un triángulo (segmento que une dos puntos medios de dos lados) es igual a la mitad del lado paralelo.

- Los triángulos (polígonos de tres lados) son los únicos polígonos siempre convexos, no pueden ser cóncavos, dado que ninguno de sus tres ángulos puede superar los 180° o {\displaystyle \pi } radianes.

El teorema de Pitágoras gráficamente.

- Para cualquier triángulo se verifica el Teorema del seno que establece: «Los lados de un triángulo son proporcionales a los senos de los ángulos opuestos»:

{\displaystyle {\frac {a}{\operatorname {sen}(\alpha \,)}}={\frac {b}{\operatorname {sen}(\beta \,)}}={\frac {c}{\operatorname {sen}(\gamma \,)}}}
- Todo polígono convexo de n lados se puede descomponer en n-2 triángulos con interiores disjuntos, considerando un vértice del cual se trazan n-3 segmentos a los vértices no contiguos.[11]

- Para cualquier triángulo se verifica el Teorema del coseno que establece: «El cuadrado de un lado es igual a la suma de los cuadrados de los otros lados menos el doble del producto de estos lados por el coseno del ángulo comprendido»:

{\displaystyle a^{2}=b^{2}+c^{2}-2bc\cdot \cos(\alpha \,)\,}
{\displaystyle b^{2}=a^{2}+c^{2}-2ac\cdot \cos(\beta \,)\,}
{\displaystyle c^{2}=a^{2}+b^{2}-2ab\cdot \cos(\gamma \,)\,}
- Para cualquier triángulo rectángulo, cuyos catetos miden a y b, y cuya hipotenusa mida c, se verifica el Teorema de Pitágoras:

{\displaystyle c^{2}=b^{2}+a^{2}\,}
De la ecuación anterior se deducen fácilmente 3 fórmulas de aplicación práctica:
| {\displaystyle a={\sqrt {c^{2}-b^{2}}}} | {\displaystyle b={\sqrt {c^{2}-a^{2}}}} | {\displaystyle c={\sqrt {a^{2}+b^{2}}}} |
- Mediante rotación, traslación, simetría axial y simetría puntual la imagen de un triángulo es un triángulo congruente al propuesto.[12]
- Dado un triángulo en el plano cartesiano se puede hallar la ecuación de una parábola circunscrita de eje horizontal o vertical[13]

## Puntos notables
Geométricamente se pueden definir varios casos que están ligados a un triángulo:
- Baricentro: es el punto que se encuentra en la intersección de las medianas, y equivale al centro de gravedad ideal de un triángulo.

- Circuncentro: es el centro de la circunferencia circunscrita, aquella que pasa por los tres vértices del triángulo. Se encuentra en la intersección de las mediatrices de los lados.

- Incentro: es el centro de la circunferencia inscrita, aquella que es tangente a los lados del triángulo. Se encuentra en la intersección de las bisectrices de los ángulos.

- Ortocentro: es el punto que se encuentra en la intersección de las alturas.

- Exincentros son los centros de las circunferencias exinscritas. Se encuentra en la intersección de una bisectriz interior y dos bisectrices exteriores de los ángulos.

El único caso en que el baricentro, incentro, ortocentro y circuncentro coinciden es en el triángulo equilátero.

## Cálculo de los lados y los ángulos de un triángulo
En general, hay varios métodos aceptados para calcular la longitud de un lado y la medida de un ángulo. Mientras que ciertos métodos pueden ser adecuados para calcular los valores de un triángulo rectángulo, otros pueden ser requeridos en situaciones más complejas.
Para resolver triángulos (en general) se suele utilizar los teoremas del seno y del coseno, para el caso especial de triángulos rectángulos se utiliza generalmente el Teorema de Pitágoras.

### Razones trigonométricas en triángulos rectángulos

Un triángulo rectángulo siempre incluye un ángulo de 90° (π/2 radianes), aquí etiquetado C. Los ángulos A y B puede variar. Las funciones trigonométricas especifican las relaciones entre las longitudes de los lados y los ángulos interiores de un triángulo rectángulo.

En triángulos rectángulos, las razones trigonométricas del seno, el coseno y la tangente pueden ser usadas para encontrar los ángulos y las longitudes de lados desconocidos. Los lados del triángulo se denominan como sigue, con respecto a uno de los ángulo agudos:
- La hipotenusa es el lado opuesto al ángulo recto. Es el lado más largo de un triángulo rectángulo.
- El cateto opuesto es el lado opuesto al ángulo agudo considerado.
- El cateto adyacente es el cateto que forma el ángulo agudo considerado.

#### Seno, coseno y tangente
El seno de un ángulo es el cociente entre la longitud del cateto opuesto y la longitud de la hipotenusa.
{\displaystyle {\text{sen}}\alpha ={\frac {\color {ForestGreen}{\textrm {opuesto}}}{\color {Red}{\textrm {hipotenusa}}}}={\frac {a}{c}}.}
El coseno de un ángulo es el cociente entre la longitud del cateto del lado adyacente y la longitud de la hipotenusa.
{\displaystyle \cos \alpha ={\frac {\color {Blue}{\textrm {adyacente}}}{\color {Red}{\textrm {hipotenusa}}}}={\frac {b}{c}}.}
La tangente de un ángulo es el cociente entre la longitud del cateto opuesto y la longitud del cateto adyacente.
{\displaystyle \tan \alpha ={\frac {\color {ForestGreen}{\textrm {opuesto}}}{\color {Blue}{\textrm {adyacente}}}}={\frac {a}{b}}.}
Nota: Los cocientes de las tres relaciones anteriores no dependen del tamaño del triángulo rectángulo.

#### Funciones inversas
Las funciones trigonométricas inversas pueden ser usadas para calcular los ángulos internos de un triángulo rectángulo al tener la longitud de dos lados cualesquiera.
Arcsin (arcoseno) puede ser usado para calcular un ángulo con la longitud del cateto opuesto y la de la hipotenusa.
{\displaystyle \theta =\arcsin \left({\frac {\color {ForestGreen}{\textrm {opuesto}}}{\color {Red}{\textrm {hipotenusa}}}}\right)}
Arccos (arcocoseno) puede ser usado para calcular un ángulo con la longitud del cateto adyacente y la de la hipotenusa.
{\displaystyle \theta =\arccos \left({\frac {\color {Blue}{\textrm {adyacente}}}{\color {Red}{\textrm {hipotenusa}}}}\right)}
Arctan (arcotangente) puede ser usada para calcular un ángulo con la longitud del cateto opuesto y la del cateto adyacente.
{\displaystyle \theta =\arctan \left({\frac {\color {ForestGreen}{\textrm {opuesto}}}{\color {Blue}{\textrm {adyacente}}}}\right)}
En los cursos introductorios de geometría y trigonometría, la notación sin−1, cos−1, etc., es frecuentemente utilizada en lugar de arcsin, arccos, etc. Sin embargo, la notación de arcsin, arccos, etc., es estándar en matemáticas superiores donde las funciones trigonométricas son comúnmente elevadas a potencias, pues esto evita la confusión entre el inverso multiplicativo y la función inversa.

## Elementos notables de un triángulo

### Interior
Dado un punto en el plano euclídeo, diremos que este es interior a un triángulo si al trazar una recta por él, dicho punto se halla entre los cortes con los lados del triángulo. De otro modo un punto es punto interior de un triángulo, si está en el interior de cada ángulo del triángulo .  Si consideramos una región triangular su interior coincide con el interior definido según la topología usual del plano.

### Frontera y exterior
Los tres lados de un triángulo constituyen su frontera y los puntos del plano que no están en el interior ni en la frontera están en el exterior del triángulo. La unión del interior, del triángulo (frontera) y del exterior es igual al plano del triángulo. Cada par de los conjuntos aludidos tiene intersección vacía o son conjuntos mutuamente disjuntos.

### Equivalencia topológica
Cualquier triángulo es equivalente a una curva simple cerrada; en particular a una circunferencia. Esto es, entre una circunferencia y un triángulo se puede establecer una aplicación biyectiva y bicontinua.

### Ceviana
Ceviana es una recta que pasa por un vértice de un triángulo y por la recta que contiene al lado opuesto; algunos autores incluyen como ceviana a los lados del triángulo. Se consideran cevianas interiores, si contiene puntos del interior triangular; y cevianas exteriores, cuando pasa por el exterior del triángulo.

### Mediana

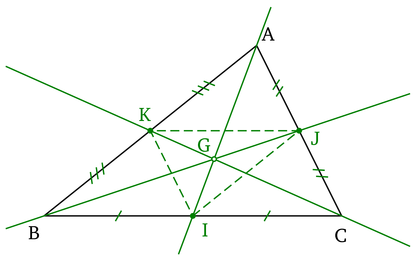
Medianas de un triángulo.

El segmento de recta que va de un vértice al punto medio del lado opuesto de un triángulo se llama mediana. En algunos países (por ej: Chile) se las llama transversales de gravedad, reservando en esos lugares el término mediana para lo que habitualmente se denomina paralela media.
Algunas propiedades de las medianas son:
- Las tres medianas de un triángulo concurren en un punto -punto G- llamado centroide  o baricentro  del triángulo.[21]
- Cada una de las tres medianas divide al triángulo en dos triángulos de áreas iguales. La distancia entre el baricentro y un vértice es 2/3 de la longitud de la mediana.

- Las tres medianas dividen al triángulo en 6 triángulos de áreas iguales.

Del teorema de Apolonio, también llamado "teorema de la mediana", pueden deducirse varias fórmulas prácticas (válidas para cualquier triángulo), estas permiten calcular a partir del conocimiento de tres elementos, un cuarto elemento desconocido (los elementos en cuestión son lados y medianas). La siguiente tabla muestra un resumen de las mismas (con notación acorde a la figura de la propia tabla):
| {\displaystyle M_{a}={\frac {1}{2}}{\sqrt {2\left(b^{2}+c^{2}\right)-a^{2}}}}                                       |                                                                  |                                                                  |
| {\displaystyle M_{b}={\frac {1}{2}}{\sqrt {2\left(a^{2}+c^{2}\right)-b^{2}}}}                                       |                                                                  |                                                                  |
| {\displaystyle M_{c}={\frac {1}{2}}{\sqrt {2\left(a^{2}+b^{2}\right)-c^{2}}}}                                       |                                                                  |                                                                  |
| {\displaystyle a={\sqrt {2\left(b^{2}+c^{2}\right)-4M_{a}^{2}}}}                                                    | {\displaystyle b={\sqrt {{\frac {a^{2}}{2}}-c^{2}+2M_{a}^{2}}}}  | {\displaystyle c={\sqrt {{\frac {a^{2}}{2}}-b^{2}+2M_{a}^{2}}}}  |
| {\displaystyle a={\sqrt {{\frac {b^{2}}{2}}-c^{2}+2M_{b}^{2}}}}                                                     | {\displaystyle b={\sqrt {2\left(a^{2}+c^{2}\right)-4M_{b}^{2}}}} | {\displaystyle c={\sqrt {-a^{2}+{\frac {b^{2}}{2}}+2M_{b}^{2}}}} |
| {\displaystyle a={\sqrt {-b^{2}+{\frac {c^{2}}{2}}+2M_{c}^{2}}}}                                                    | {\displaystyle b={\sqrt {-a^{2}+{\frac {c^{2}}{2}}+2M_{c}^{2}}}} | {\displaystyle c={\sqrt {2\left(a^{2}+b^{2}\right)-4M_{c}^{2}}}} |
| \| ( Lados: a, b y c ) — ( Medianas: Ma, Mb y Mc )[22] — ( Semilados: ma=na = ½ a , mb=nb = ½ b y mc=nc = ½ c ). \| |                                                                  |                                                                  |
| ( Lados: a, b y c ) — ( Medianas: Ma, Mb y Mc ) — ( Semilados: ma=na = ½ a , mb=nb = ½ b y mc=nc = ½ c ).           |                                                                  |                                                                  |

- Uniendo los pies de las medianas ( punto medio de cada lado) se obtiene un triángulo semejante al original y su área es 1/4 del área de este.

- ma2 + mb2 + mc2 = 3/4( a2 + b2 +c2), vínculo entre las tres medianas y los lados respectivos de un triángulo.[23]

### Mediatriz y circunferencia circunscrita

Mediatrices y circunferencia circunscrita de un triángulo.

Se llama mediatriz de un lado de un triángulo a la recta perpendicular a dicho lado trazada por su punto medio (también llamada simetral). El triángulo tiene tres mediatrices, una por cada uno de sus lados {\displaystyle [AB]}, {\displaystyle [AC]} y {\displaystyle [BC]}.

Las tres mediatrices de un triángulo son concurrentes en un punto {\displaystyle O} equidistante de los tres vértices. La circunferencia de centro {\displaystyle O} y radio {\displaystyle OA} que pasa por cada uno de los tres vértices del triángulo es la circunferencia circunscrita al triángulo, y su centro se denomina circuncentro.
- En un triángulo acutángulo, el centro de la circunferencia circunscrita está dentro del triángulo.
- En un triángulo obtusángulo, el centro de la circunferencia circunscrita está fuera del triángulo.
- En un triángulo rectángulo, el centro de la circunferencia circunscrita es el punto medio de la hipotenusa.

Propiedad
Un triángulo es rectángulo si y solo si el centro de su circunferencia circunscrita es el punto medio de su hipotenusa.

### Bisectriz, circunferencia inscrita y circunferencia exinscrita

Bisectrices y circunferencia inscrita de un triángulo.

Las bisectrices de un triángulo son las bisectrices de sus ángulos. Existen bisectrices internas (las usuales) y externas a estos ángulos.
Las tres bisectrices internas de un triángulo son concurrentes en un punto O. La circunferencia inscrita del triángulo es la única circunferencia tangente a los tres lados del triángulo y es interior al triángulo. Tiene por punto central el incentro, que es el centro de la circunferencia inscrita en el triángulo.
Además, las bisectrices exteriores de dos ángulos concurren con la bisectriz interior del ángulo restante en puntos denominados exincentros, que son los centros de las circunferencias exinscritas del triángulo. Hay 3 exincentros, al igual que 3 circunferencias exinscritas. Las circunferencias exinscritas son tangentes a un lado y a la extensión de los otros dos.

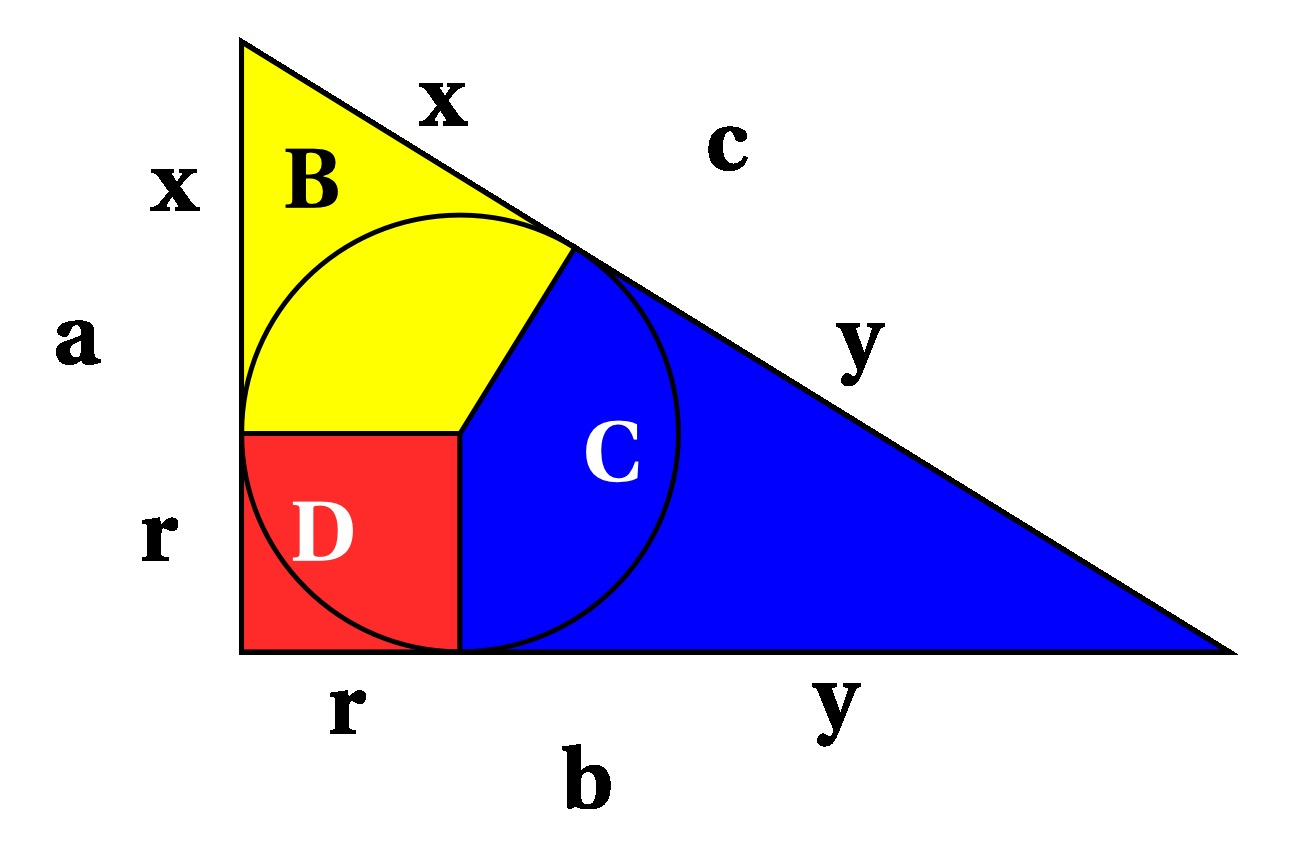
Transformación de Ravi en un triángulo rectángulo.

La distancia desde un vértice el triángulo hasta los puntos de intersección de la circunferencia inscrita en el triángulo con los lados que se cruzan en dicho vértice por potencia de un punto es la misma por lo que las longitudes de los lados de un triángulo son a=x+y, b=y+z, c=z+x, a esta forma de denotar a los lados de un triángulo se le conoce como Transformación de Ravi, en un triángulo rectángulo los lados son x+r, r+y, y+x con r el radio de la circunferencia inscrita en el triángulo.

#### Longitud de una bisectriz
donde vA es la bisectriz del ángulo A; a, b, c, lados del triángulo y p el semiperímetro; siendo

#### Teorema de Steiner
Siendo {\displaystyle r_{a},r_{b},r_{c}} radios de las circunferencias exinscritas de un triángulo ABC; R y r radios de la circunfrencia circunscrita e inscrita en el mismo triángulo, respectivamente, entonces se cumple la ecuación que sigue:

#### Comparación con la altura
Para cualquier triángulo, donde h = la menor altura, l = la menor bisectriz y S el área, se cumple lo siguiente
{\displaystyle {\frac {h^{2}}{\sqrt {3}}}\leq {\frac {l^{2}}{\sqrt {3}}}\leq S} 

### Simediana
Se nombra simediana a la recta (ceviana) que es simétrica a la mediana, siendo el eje de simetría la bisectriz con el mismo vértice.

#### Proposiciones
1. la simediana divide el lado correspondiente del triángulo directamente proporcional a los cuadrados de los otros dos lados.
2. la simediana es el conjuntos de los puntos para los cuales las distancias a los lados que lo comprenden son proporcionales a las longitudes de estos.[30]

Punto de Lemoine
El punto de Lemoine es un punto interior de un triángulo para el que la suma de los cuadrados de sus distancias a los lados es la mínima. Se nombra también punto de Lemoine- L' Huiller
- El punto de Lemoine coincide con la intersección de las simedianas.[31]

### Alturas y ortocentro

Alturas y ortocentro de un triángulo.

Se llama altura de un triángulo al segmento de recta perpendicular que une un vértice del triángulo con el lado opuesto de este  o su prolongación.   El lado opuesto se llama base del triángulo. Todos los triángulos tienen tres alturas. Estas 3 alturas se cortan en un punto único {\displaystyle H} (son concurrentes), llamado ortocentro  del triángulo.
Propiedades
- Un triángulo es rectángulo si y solo si su ortocentro es el vértice recto del triángulo.
- Un triángulo es obtusángulo si y solo si su ortocentro se encuentra fuera del triángulo.
- Un triángulo es acutángulo si y solo si su ortocentro está dentro del triángulo.

### Alturas por longitud de sus lados
Para un triángulo ΔABC cualquiera, conociendo la longitud de sus lados (a, b, c), se pueden calcular las respectivas longitudes de las alturas (ha, hb, hc) aplicando las siguientes fórmulas:
{\displaystyle h_{a}={\frac {\tau }{a}}}
{\displaystyle h_{b}={\frac {\tau }{b}}}
{\displaystyle h_{c}={\frac {\tau }{c}}}
Donde ha es la altura correspondiente al lado a, hb es la altura correspondiente al lado b, hc es la altura correspondiente al lado c y el término {\displaystyle \tau } es:
La altura del lado a puede hallarse mediante la siguiente fórmula
donde ha es la altura indicada; a, b, c los lados y p el semiperímetro del triángulo. Para las otras dos alturas basta cambiar el denominador por el lado respectivo en la fórmula {\displaystyle *}.

### Relación con el inradio
Dado un triángulo y sus tres alturas ha,  hb y  hc y el radio r de su círculo inscrito (inradio), cabe la siguiente igualdad:
{\displaystyle {\frac {1}{h_{a}}}+{\frac {1}{h_{c}}}+{\frac {1}{h_{c}}}={\frac {1}{r}}} 

### Recta de Euler

Recta de Euler de un triángulo.

Los tres puntos {\displaystyle H}, {\displaystyle G} y {\displaystyle O} están alineados en una línea recta llamada recta de Euler del triángulo y verifica la relación de Euler:
{\displaystyle OH=3OG\,}
Los puntos medios de los tres lados, los tres pies de las alturas y los puntos medios de los segmentos {\displaystyle [AH]}, {\displaystyle [BH]} y {\displaystyle [CH]} están en una misma circunferencia llamada circunferencia de Euler o circunferencia de los nueve puntos del triángulo.

### Teorema de Carnot

Teorema de Carnot.

El teorema de Carnot establece que, para un triángulo acutángulo de vértices ABC, la suma de las distancias respectivas {\displaystyle x,y,z} desde el circuncentro a los lados del triángulo es igual a la suma de los radios {\displaystyle R,r} de las circunferencias circunscrita e inscrita, respectivamente, del triángulo:

### Área de un triángulo

#### Fórmula usual y elemental
Usando un lado, llamado base, y la altura correspondiente, es decir, la distancia del vértice opuesto a la recta que el lado define, el área de un triángulo es igual al semiproducto de la base por su altura respectiva.
{\displaystyle A={\frac {b\times h_{b}}{2}}}
{\displaystyle A={\frac {a\times h_{a}}{2}}}
{\displaystyle A={\frac {c\times h_{c}}{2}}}
Esto es cierto para cualquier triángulo plano. Y se deduce sin más que considerar el área de un paralelogramo formado por dos triángulos iguales al considerado.

#### Área con la fórmula de Herón
Conociendo la longitud de los tres lados a, b y c, se puede calcular el área para cualquier triángulo euclideo. Primero se calcula el semiperímetro s y luego se aplica la fórmula de Herón, (no se requiere conocer la altura).

{\displaystyle s={\frac {1}{2}}(a+b+c)}

{\displaystyle \mathrm {{\acute {A}}rea} ={\sqrt {s(s-a)(s-b)(s-c)}}}

- Si se considera constante el perímetro de un triángulo, el que tiene mayor área es el triángulo equilátero.[38]

Si se aplica la Transformación de Ravi a los lados del triángulo tenemos que los lados son x+y, y+z, z+x y el área del triángulo es

{\displaystyle \mathrm {{\acute {A}}rea} ={\sqrt {xyz(x+y+z)}}}

#### Áreas con  longitud de sus lados
Conociendo la longitud de los tres lados a, b y c, se puede calcular el área para cualquier triángulo euclideo, (estas fórmulas no requieren precalcular el semiperímetro ni conocer la altura).

{\displaystyle \mathrm {{\acute {A}}rea} ={\frac {1}{4}}{\sqrt {(a+b-c)(a-b+c)(-a+b+c)(a+b+c)}}}

{\displaystyle \mathrm {{\acute {A}}rea} ={\frac {1}{4}}{\sqrt {2\left(a^{2}b^{2}+a^{2}c^{2}+b^{2}c^{2}\right)-a^{4}-b^{4}-c^{4}}}}

#### Cota superior para el área
Si A es el área de un triángulo y a,b y c sus lados se verifica la siguiente inecuación
{\displaystyle A\leq {\frac {2(ab+ac+bc)-a^{2}-b^{2}-c^{2}}{4{\sqrt {3}}}}}

#### Área con radios de circunferencias vinculadas y los lados
donde S es el área; además {\displaystyle a,b,c,p} son los lados y el semiperímetro del triángulo; R, radio de la circunferencia circunscrita o circunradio; r, radio de la circunferencia inscrita o inradio ; {\displaystyle r_{a},r_{b},r_{c}.} radios de sendas circunferencias exinscritas {\displaystyle h_{a},h_{b},h_{c}} son las respectivas alturas.

#### Área con la longitud de dos lados y el ángulo comprendido

Dos fórmulas para el área de un triángulo cualquiera

Si en la fórmula área = ah/2, siendo h la altura medida sobre la base a, se tiene en cuenta que
sen C = h/b o lo que es lo mismo h = b sen C, se obtiene que:
{\displaystyle \mathrm {{\acute {A}}rea} ={\frac {a\;h}{2}}={\frac {a\;b\,\;\operatorname {sen} \,C}{2}}},
e igualmente:
{\displaystyle \mathrm {{\acute {A}}rea} ={\frac {b\;c\,\;\operatorname {sen} \,A}{2}}}, y
{\displaystyle \mathrm {{\acute {A}}rea} ={\frac {a\;c\,\;\operatorname {sen} \,B}{2}}},

#### Área con la longitud de un lado y los ángulos contiguos
Si en la fórmula área = a b sen C / 2 se tiene en cuenta que de acuerdo con el teorema del seno b = a sen B / sen A, se obtiene que:
{\displaystyle \mathrm {{\acute {A}}rea} ={\frac {a^{2}}{2}}{\frac {\operatorname {sen} \,B\;\operatorname {sen} \,C}{\operatorname {sen} \,A}}},
y teniendo en cuenta que A = {\displaystyle \pi } - ( B + C ); y que sen({\displaystyle \pi } - S) = sen(S)
{\displaystyle \mathrm {{\acute {A}}rea} ={\frac {a^{2}}{2}}{\frac {\operatorname {sen} \,B\;\operatorname {sen} \,C}{\operatorname {sen} \,(B+C)}}},
e igualmente:
{\displaystyle \mathrm {{\acute {A}}rea} ={\frac {b^{2}}{2}}{\frac {\operatorname {sen} \,A\;\operatorname {sen} \,C}{\operatorname {sen} \,(A+C)}}}, y
{\displaystyle \mathrm {{\acute {A}}rea} ={\frac {c^{2}}{2}}{\frac {\operatorname {sen} \,A\;\operatorname {sen} \,B}{\operatorname {sen} \,(A+B)}}},

#### Utilizando coordenadas cartesianas
Si un triángulo cualquiera (en el plano euclidiano ℝ²), tiene alguno de sus vértices (supongamos el A) ubicado en (0, 0) —el origen de las coordenadas cartesianas—, y las coordenadas de los otros dos vértices (supongamos B y C) vienen dadas por B = (xB, yB) y C = (xC, yC), entonces el área puede ser calculada como ½ del valor absoluto del determinate (reducido a los dos vértices arbitrarios B y C).

{\displaystyle \mathrm {{\acute {A}}rea} ={\frac {1}{2}}\left|\det {\begin{bmatrix}x_{B}&x_{C}\\y_{B}&y_{C}\end{bmatrix}}\right|={\frac {1}{2}}|x_{B}y_{C}-x_{C}y_{B}|.}

{\displaystyle \mathrm {{\acute {A}}rea} ={\frac {1}{2}}|x_{B}y_{C}-x_{C}y_{B}|.}

Si un triángulo genérico (en el plano euclidiano ℝ²), tiene sus tres vértices ubicados de modo arbitrario (ninguno en el origen), entonces la ecuación es:

{\displaystyle \mathrm {{\acute {A}}rea} ={\frac {1}{2}}\left|\det {\begin{bmatrix}x_{A}&x_{B}&x_{C}\\y_{A}&y_{B}&y_{C}\\1&1&1\end{bmatrix}}\right|={\frac {1}{2}}{\big |}x_{A}y_{B}-x_{A}y_{C}+x_{B}y_{C}-x_{B}y_{A}+x_{C}y_{A}-x_{C}y_{B}{\big |}}

{\displaystyle \mathrm {{\acute {A}}rea} ={\frac {1}{2}}{\big |}(x_{A}-x_{C})(y_{B}-y_{A})-(x_{A}-x_{B})(y_{C}-y_{A}){\big |}.}

Para un triángulo genérico (en el espacio euclidiano ℝ³), cuyas coordenadas son { A = (xA, yA, zA), B = (xB, yB, zB) y C = (xC, yC, zC) }, entonces el área viene dada por la suma pitagórica de las áreas de las respectivas proyecciones sobre los tres planos principales (es decir x = 0, y = 0 y z = 0):

{\displaystyle \mathrm {{\acute {A}}rea} ={\frac {1}{2}}{\sqrt {\left|\det {\begin{bmatrix}x_{A}&x_{B}&x_{C}\\y_{A}&y_{B}&y_{C}\\1&1&1\end{bmatrix}}\right|^{2}+\left|\det {\begin{bmatrix}y_{A}&y_{B}&y_{C}\\z_{A}&z_{B}&z_{C}\\1&1&1\end{bmatrix}}\right|^{2}+\left|\det {\begin{bmatrix}z_{A}&z_{B}&z_{C}\\x_{A}&x_{B}&x_{C}\\1&1&1\end{bmatrix}}\right|^{2}}}.}

### Área de un triángulo en el espacio
- Se dan tres puntos A, B, C del espacio euclídeoℝ3. Se pueden determinar los vectores AB y AC, luego se halla el producto vectorial de dichos vectores. La mitad del módulo de tal producto vectorial es el área del triángulo ABC.[43]

Esta fórmula es válida aún en el plano ℝ2 ( por tanto en el plano complejo), con el cuidado de considerar la tercera coordenada igual a 0. Sin embargo para ℝn, n > 3, uno de los vectores se usa como base, luego se obtiene el coseno del ángulo que forman los lados concurrentes en A, por medio del producto escalar de los vectores correspondiente a dichos lados. Después el seno de tal ángulo, que propicia hallar la altura del triángulo.

### Área triangular en un espacio euclídeo
En estos espacios está definido el producto escalar ( interno) de vectores . Sean a y b dos vectores de n componentes cualesquiera de un espacio euclídeo. El producto interno es <a,  b> = suma de aibi para i = 1,2,..., n
se tiene el producto escalar de dos vectores:  <a,  b> = |a| |b|cos C. C es el ángulo entre los vectores
conociendo el coseno podemos calcular  sen C = (1-cos2 c) 0.5 
Luego el área del triángulo ABC es A = 0.5×|a|×|b|×sen C

### Área de triángulos rectángulos con lados enteros
Cuando consideramos la obtención de triángulos rectángulos con lados enteros se encuentra la solución general de la ecuación 
{\displaystyle \ x^{2}+y^{2}=z^{2}}:
Ver, también, terna pitagórica
En estas fórmulas, u y v son dos enteros positivos arbitrarios de distinta paridad tales que u > v y son primos entre sí. El entero positivo m es uno cualquiera que cubre los casos en los que los elementos de la terna pitagórica tienen un factor común. Cuando m = 1, tenemos las ternas pitagóricas con elementos primos entre sí dos a dos. Como el lector puede apreciar, aunque estas fórmulas fueron diseñadas para obtener ternas con lados enteros, al ser una identidad, también son válidas para lados reales, exceptuando el caso en que ambos catetos son iguales (que la hipotenusa sea diagonal de un cuadrado).
Si realizamos el cálculo del área sobre la base de las expresiones encontradas para los catetos, pues la superficie de un triángulo rectángulo es igual al semiproducto de los catetos, nos queda una forma cúbica:
Los números de la forma {\displaystyle uv\;(u^{2}-v^{2})}, cuando u y v son u > v y enteros positivos impares y primos entre sí, son números congruentes de Fibonacci, introducidos en su Liber Quadratorum (1225). No hay razón conocida para que u y v no puedan ser de distinta paridad. Fibonacci demostró que el producto de un congruente por un cuadrado también es congruente.
Como el área de cualquier triángulo puede ser descompuesto en la suma o resta del área de dos triángulos rectángulos, tenemos dos expresiones para el área de triángulos no rectángulos:
Sin olvidar que esto solamente es válido para pares de triángulos rectángulos que no tengan catetos iguales. Es una forma más complicada de calcular el área de un triángulo, y también es poco conocida. Pero en algunos casos, su escritura puede echar luz sobre cuestiones que de otra forma pasan inadvertidas.

### Proposición
Un triángulo de lados a,b y c, inscrito en una circunferencia de radio R, con perímetro 2p constante alcanza su máxima área cuando los tres lados son iguales.

## En el espacio

Octaedro; poliedro de ocho caras triángulares.

Icosaedro; poliedro de veinte caras triangulares.

El triángulo es la forma de las caras de tres poliedros regulares:
- tetraedro: cuatro triángulos equiláteros en las caras y esquinas formadas por la confluencia de 3 triángulos (es la pirámide de base triangular),
- octaedro: ocho triángulos equiláteros en las caras y esquinas formadas por la confluencia de 4 triángulos (las pirámides de Egipto son medio-octaedros),
- icosaedro: veinte triángulos equiláteros en las caras y esquinas formadas por la confluencia de 5 triángulos.

En otros casos, las caras laterales de una pirámide son triángulos dos a dos con arista común; de la misma manera, las caras laterales de un antiprisma son triángulos .

## Historia

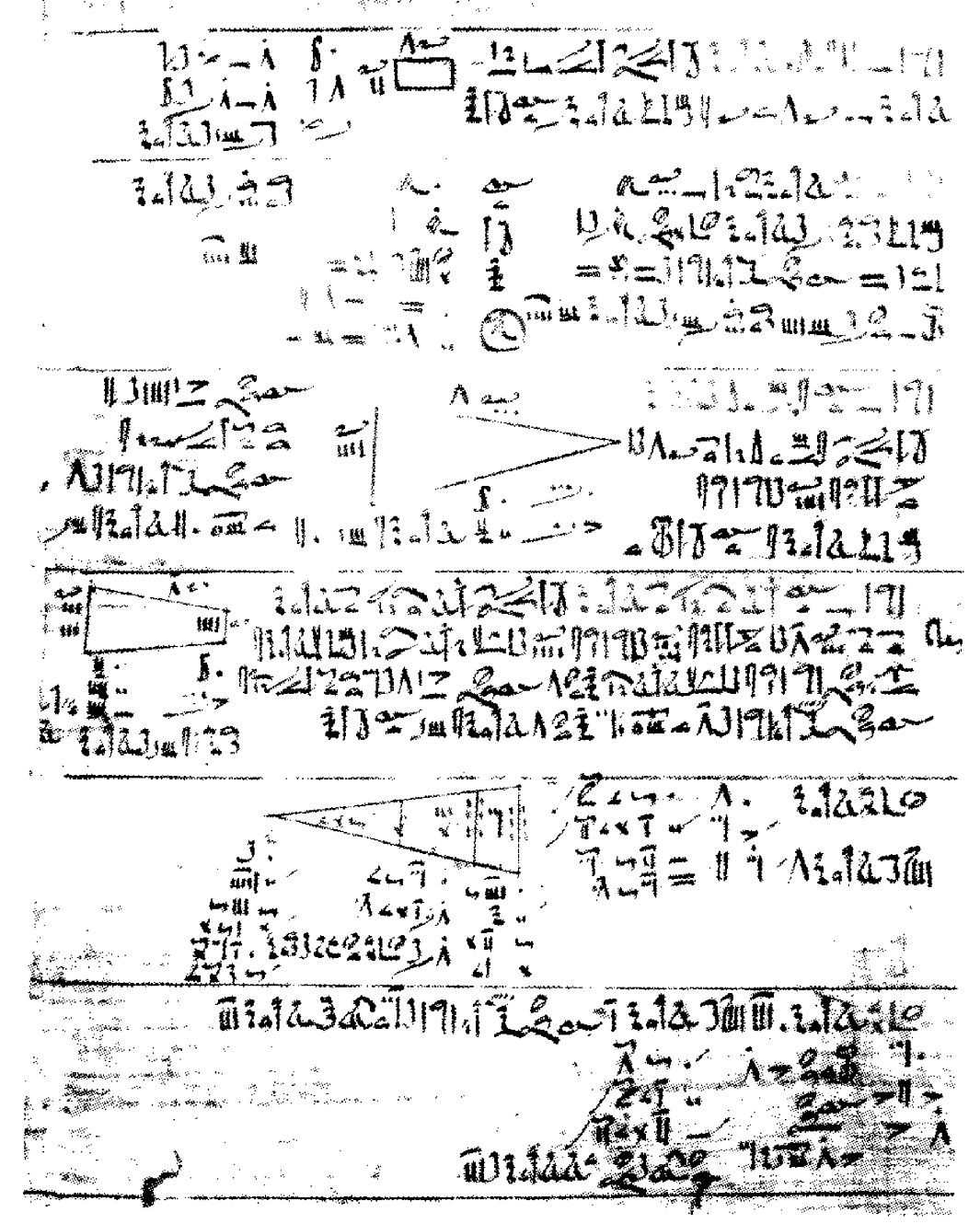
Problemas R49-> R55 del papiro Rhind.

La arquitectura monumental de las dinastías III y IV de Egipto, es una prueba notable de que los egipcios de esa época tenían conocimientos relativamente sofisticados de geometría, especialmente en el estudio de los triángulos; si bien ningún documento matemático del Antiguo Imperio ha llegado hasta nosotros.

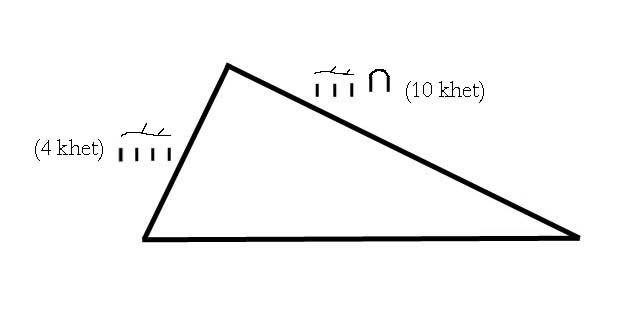
Figura del triángulo representada en el problema R51 del papiro Rhind.

El cálculo del área de esta figura se analiza en los problemas R51 del papiro Rhind, M4, M7 y M17 del papiro de Moscú, que datan todos del Imperio Medio. El problema R51 constituye en la historia mundial de las matemáticas, el primer testimonio escrito que trata del cálculo del área de un triángulo.
Enunciado del problema R51 del papiro Rhind:

Ejemplo de cálculo de un triángulo de tierra. Si alguien te dice: un triángulo de 10 khet sobre su mryt y de 4 khet de base. ¿Cuál es su área? Calcular la mitad de 4, que es 2 para formar un rectángulo. Multiplica 10 por 2. Esta es su área.

El término mryt significa probablemente la altura o el lado. Sin embargo, la fórmula utilizada para calcular el área hace pensar en la interpretación en favor de la primera solución. El escriba tomaba la mitad de la base del triángulo y calculaba el área del rectángulo formado por ese lado y la altura; es decir
equivalente a la fórmula común utilizada en nuestros días:
El hecho de que un triángulo de lados 3-4-5 es un triángulo rectángulo también era conocido por los antiguos egipcios y mesopotámicos.
Euclides, en el Libro I de sus  Elementos , hacia el 300 antes de Cristo, enunció la propiedad de la suma de los ángulos del triángulo.